# Melionyx
Melionyx — рід горобцеподібних птахів родини медолюбових (Meliphagidae). Представники цього роду є ендеміками Нової Гвінеї.

## Таксономія
За результатами молекулярно-генетичного дослідження, опублікованого в 2019 році, три види, яких раніше відносили до роду Медвянець (Melidectes), були переведені до відновленого роду Melionyx.

## Види
Виділяють три види:
- Медвянець чорний (Melionyx fuscus)
- Медвянець короткобородий (Melionyx nouhuysi)
- Медвянець довгобородий (Melionyx princeps)